# Mengyin (socken)
Mengyin (kinesiska: 蒙阴街道, 蒙阴) är en socken i Kina. Den ligger i provinsen Shandong, i den östra delen av landet, omkring 130 kilometer sydost om provinshuvudstaden Jinan. Antalet invånare är 161 100. Befolkningen består av 79 350 kvinnor och 81 750 män. Barn under 15 år utgör 19,0 %, vuxna 15-64 år 71 %, och äldre över 65 år 8,0 %.
Genomsnittlig årsnederbörd är 912 millimeter. Den regnigaste månaden är juli, med i genomsnitt 310 mm nederbörd, och den torraste är januari, med 4 mm nederbörd.